# 條背天竺鯛
條背天竺鯛（學名：Apogon posterofasciatus），為輻鰭魚綱天竺鯛科天竺鯛屬下的一個種，分布於中西太平洋印尼、菲律賓、索羅門群島及斐濟海域，深度18至37公尺，本魚體呈長橢圓形，體稍側扁，頭大、眼大、口大且斜裂，頜齒細小，鋤骨和腭骨通常具齒，舌上無齒，鰓蓋骨後緣棘不發達，體被弱櫛鱗，側線明顯，背鰭2個，尾鰭叉形，體色淡黃色且半透明，在背部有散布亮藍色斑點，背鰭硬棘7枚、背鰭軟條9枚、臀鰭硬棘2枚、臀鰭軟條8枚，體長可達6公分，棲息在礁石區，屬肉食性，以小型無脊椎動物為食，夜行性，繁殖期時，雄魚具有口孵習性，卵約7日化成仔魚，由雄魚吐出，具短暫的仔魚飄浮期。